# NXT UK Tag Team Championship
Het NXT UK Tag Team Championship is een professioneel worstelkampioenschap dat geproduceerd werd en eigendom is van de Amerikaanse worstelorganisatie WWE. Dit kampioenschap is exclusief voor de NXT UK brand, een dochteronderneming van NXT. Het is één de vier mannelijke tagteamkampioenschappen in WWE en wordt het gezien als een stap onder de drie belangrijkste merktitels van de organisatie: het WWE Raw Tag Team Championship, WWE SmackDown Tag Team Championship en NXT Tag Team Championship.

## Geschiedenis
Tijdens een persconferentie in The O2 Arena op 15 december 2016, kondigde de Amerikaanse worstelorganisatie WWE plannen aan om een in het Verenigd Koninkrijk gevestigd merk op te richten waarop professionele worstelaars uit het land zouden deelnemen. Een titel voor de mannen genaamd het WWE United Kingdom Championship (later hernoemd naar NXT United Kingdom Championship) was ook vastgesteld op die zelfde dag. Op 18 juni 2018, gedurende de eerste avond van de 2018 United Kingdom Championship Tournament, waren het NXT UK Women's en Tag Team Championships aangekondigd voor de NXT UK brand. Een single-eliminatietoernooi met vier teams vond plaats op de opnames van 24 en 25 november van NXT UK (uitgezonden op 2 en 9 januari 2019). De finale vond plaats bij het evenement NXT UK TakeOver: Blackpool op 12 januari 2019, waar het team van James Drake en Zack Gibson wonnen van Moustache Mountain (Trent Seven en Tyler Bate) in de toernooifinale en bekwamen de inaugurele kampioenen.

### Toernooi
|  | Halve finale NXT UK 24 & 25 november 2018 (uitgezonden op 2 & 9 januari 2019) | Halve finale NXT UK 24 & 25 november 2018 (uitgezonden op 2 & 9 januari 2019) |  |                           | Finale NXT UK TakeOver: Blackpool 12 januari 2019 | Finale NXT UK TakeOver: Blackpool 12 januari 2019 |
|  |                                                                               |                                                                               |  |                           |                                                   |                                                   |
|  |                                                                               |                                                                               |  |                           |                                                   |                                                   |
|  | Moustache Mountain (Trent Seven & Tyler Bate)                                 | Pin                                                                           |  |                           |                                                   |                                                   |
|  | Gallus (Mark Coffey & Wolfgang)                                               | 14:39                                                                         |  |                           |                                                   |                                                   |
|  |                                                                               |                                                                               |  |                           | Moustache Mountain                                | 23:45                                             |
|  |                                                                               |                                                                               |  | James Drake & Zack Gibson | Pin                                               |                                                   |
|  | James Drake en Zack Gibson                                                    | Pin                                                                           |  |                           |                                                   |                                                   |
|  | Flash Morgan Webster & Mark Andrews                                           | 09:19                                                                         |  |                           |                                                   |                                                   |

Bron:

## Lijst van NXT UK Tag Team Champions
| Nr. | Kampioen                                  | # | Datum                            | Stad                | Evenement                  | Opmerkingen |
| --- | ----------------------------------------- | - | -------------------------------- | ------------------- | -------------------------- | --- |
| 1   | James Drake & Zack Gibson                 | 1 | 12 januari 2019                  | Blackpool, Engeland | NXT UK TakeOver: Blackpool | Wonnen van Moustache Mountain (Trent Seven & Tyler Bate) in de toernooifinale.                                                                    |
| 2   | Flash Morgan Webster & Mark Andrews       | 1 | 31 augustus 2019                 | Cardiff, Wales      | NXT UK TakeOver: Cardiff   | Dit was een triple threat match. WWE erkent dat hun regeerperiode eindigt op 17 oktober 2019, toen de volgende aflevering later werd uitgezonden. |
| 3   | Gallus (Mark Coffey & Wolfgang)           | 1 | 4 oktober 2019                   | Brentwood, Engeland | NXT UK                     | WWE erkent dat hun regeerperiode begint op 17 oktober 2019 en eindigde op 25 februari 2021.                                                       |
| 4   | Pretty Deadly (Lewis Howley & Sam Stoker) | 1 | 25 februari 2021 (uitzend datum) | Londen, Engeland    | NXT UK                     | WWE erkent dat hun regeerperiode begint op 25 februari 2021.                                                                                      |